# Distancia inversiva
La distancia inversiva se define así: Si dos círculos (α y β) que no se crucen se invierten en un círculo situado en un punto límite del haz de círculos de α y β, entonces los inversos de α y β son concéntricos. Si a' y b' son los radios de los círculos concéntricos, entonces la distancia inversiva es
{\displaystyle (\alpha ,\beta )=\left|\ln {\frac {a'}{b'}}\right|.}
Además, si a y b son los radios de α y β (a diferencia de sus inversos), y c es la distancia entre sus centros, entonces la distancia inversiva δ es igual a
{\displaystyle \cosh \delta =\left|{\frac {a^{2}+b^{2}-c^{2}}{2ab}}\right|.}